# 沉船

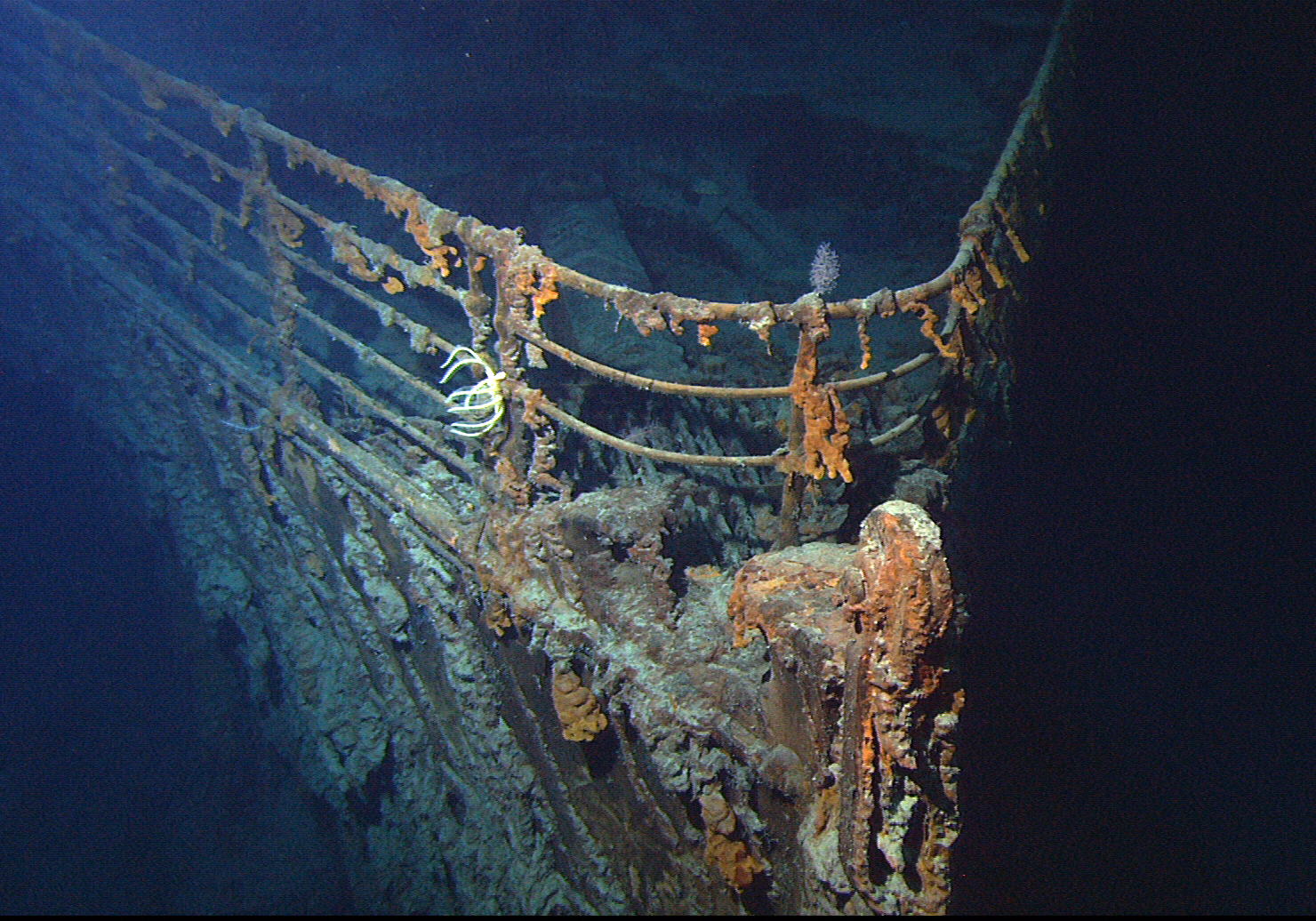
鐵達尼號的船首，於1985年首次發現

沉船是輪船沉沒後的殘骸，可因海难、軍事行動等原因做成。1999年1月，有研究估計全球有約三百萬艘沉船，並獲联合国教育、科学及文化组织及其他組織支持。
較有歷史的沉船常受沉船考古學研究，以便了解當地的民土風情。沉船亦為休闲潜水的常見目的地。部分沉船上則有貴重貨物可供打撈。超過一百年的沉船受聯合國教科文組織水下文化遺產保護公約保護。